# Brian Skaarup
Brian Skaarup (Silkeborg, 28 maart 1963) is een voormalig voetballer uit Denemarken, die speelde als verdediger. Hij beëindigde zijn loopbaan in 1992 bij de Deense club Silkeborg IF.

## Clubcarrière
Skaarup speelde zijn gehele loopbaan (1983–1992) voor Silkeborg IF. Met die club dwong hij in 1987 promotie af naar de hoogste Deense divisie.

## Interlandcarrière
Skaarup speelde welgeteld één officiële interland voor Denemarken. Onder leiding van bondscoach Richard Møller Nielsen maakte hij zijn debuut op 30 mei 1990 in de vriendschappelijke wedstrijd tegen West-Duitsland (1-0) in Gelsenkirchen, net als Per Frandsen (B 1903). Hij viel in die wedstrijd na 76 minuten in voor Morten Bruun.